# Vaudesson
Vaudesson ist eine französische Gemeinde mit 238 Einwohnern (Stand: 1. Januar 2022) im Département Aisne in der Region Hauts-de-France (frühere Region: Picardie). Sie gehört zum Arrondissement Soissons, zum Kanton Fère-en-Tardenois und zum Gemeindeverband Val de l’Aisne. Die Einwohner werden als Vaudessonnais(ses) bezeichnet.

## Geographie
Die Gemeinde Vaudesson mit den Ortsteilen Rosay, La Cité, Saint-Guislain und Vauxrains liegt 16 Kilometer nordöstlich von Soissons und 18 Kilometer südwestlich von Laon. Durch den Südostzipfel der Gemeinde führt die hier autobahnartig ausgebaute Route nationale 2. die Soissons mit Laon verbindet. An der Nordgrenze von Vaudesson verläuft die Ailette und parallel der Oise-Aisne-Kanal. Nachbargemeinden von Vaudesson sind Merlieux-et-Fouquerolles im Norden, Chavignon im Osten, Sancy-les-Cheminots im Süden sowie Allemant und Pinon im Westen.

## Geschichte
Während des Ersten Weltkriegs wurde die Gemeinde bei Kämpfen in den Jahren 1917 und 1918 vollständig zerstört.

### Bevölkerungsentwicklung
| Jahr                       | 1962 | 1968 | 1975 | 1982 | 1990 | 1999 | 2006 | 2016 | 2022 |
| Einwohner                  | 217  | 220  | 192  | 178  | 153  | 178  | 250  | 241  | 238  |
| Quellen: Cassini und INSEE |      |      |      |      |      |      |      |      |      |

## Sehenswürdigkeiten

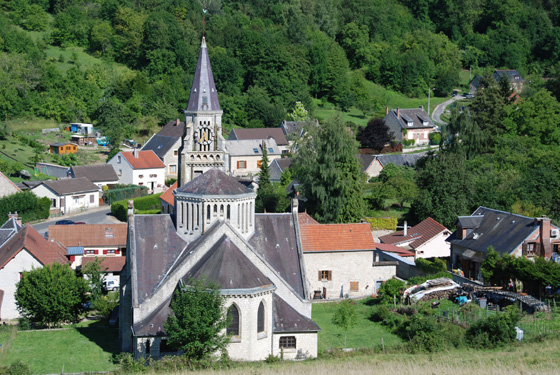
Kirche Saint-Maurice
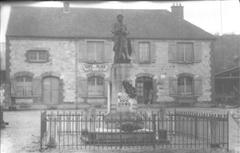
Gefallenendenkmal

- Kirche Saint-Maurice
- Gefallenendenkmal